# Вяанянен, Осси
Осси Вяанянен (фин. Ossi Väänänen; 18 августа 1980, Вантаа, Финляндия) — бывший финский хоккеист, защитник. Чемпион мира 2011 года.

## Биография
На драфте НХЛ 1998 года был выбран в 2 раунде под общим 43 номером клубом «Финикс Койотис».
9 марта 2004 года был обменян в «Колорадо Эвеланш».
В сезоне 2007/08 выступал за шведский клуб «Юргорден».
Перешёл в «Филадельфию Флайерз» 1 июля 2008 года как свободный агент. В феврале 2009 года перешёл в «Ванкувер Кэнакс», где провёл остаток сезона 2008/09.
С августа 2009 года выступает в КХЛ за минское «Динамо».
В 2010 году перебрался в финский «Йокерит».
13 июля 2016 года принял решение завершить карьеру.

## Награды
- Участник матча молодых звёзд НХЛ (2003)

## Статистика

### Клубная карьера
Последнее обновление: 13 сентября 2015 года
```
                                            --- Regular Season ---  ---- Playoffs ----
Season   Team                        Lge    GP    G    A  Pts  PIM  GP   G   A Pts PIM
--------------------------------------------------------------------------------------
1998-99  Jokerit Helsinki            SM-li  48    0    1    1   42   3   0   1   1   0
1999-00  Jokerit Helsinki            SM-li  49    1    6    7   46  11   1   1   2   2
2000-01  Phoenix Coyotes             NHL    81    4   12   16   90  --  --  --  --  --
2001-02  Phoenix Coyotes             NHL    76    2   12   14   74   5   0   0   0   6
2002-03  Phoenix Coyotes             NHL    67    2    7    9   82  --  --  --  --  --
2003-04  Phoenix Coyotes             NHL    67    2    4    6   87  --  --  --  --  --
2003-04  Colorado Avalanche          NHL    12    0    0    0    2  11   0   1   1  18
2004-05  Jokerit Helsinki            SM-li  28    2    2    4   30  12   0   0   0  26
2005-06  Colorado Avalanche          NHL    53    0    4    4   56   1   0   0   0   0
2006-07  Colorado Avalanche          NHL    74    2    6    8   69  --  --  --  --  --
2007-08  Djurgardens IF Stockholm    SEL    45    7    8   15  102   5   0   0   0   2
2008-09  Philadelphia Flyers         NHL    46    1    9   10   22  --  --  --  --  --
2008-09  Vancouver Canucks           NHL     3    0    1    1    0   3   0   0   0   2
2009-10  Dynamo Minsk                KHL    52    0    6    6   76  --  --  --  --  --
2010-11  Jokerit Helsinki            SM-li  60    2   11   13   79   7   1   2   3   2
2011-12  Jokerit Helsinki            SM-li  57    5   16   21   98  10   1   2   3   8
2012-13  Jokerit Helsinki            SM-li  53    2   11   13   61   6   0   3   3   6
2013-14  Jokerit Helsinki            SM-li  44    1    4    5   24   2   0   0   0   0
2014-15  Jokerit Helsinki            KHL    44    0    6    6   60  10   0   1   1  33
2015-16  Jokerit Helsinki            KHL     4    0    0    0    4
--------------------------------------------------------------------------------------
         NHL Totals                        479   13   55   68  482  20   0   1   1  26

```

### Международные соревнования
| Год                   | Сборная               | Турнир                | Место                 |    | И | Г  | П  | О  | Штр |
| --------------------- | --------------------- | --------------------- | --------------------- | -- | - | -- | -- | -- | --- |
| 1998                  | Финляндия (юниор.)    | ЮЧЕ (до 18)           |                       | 6  | 0 | 0  | 0  | 20 |     |
| 1999                  | Финляндия (мол.)      | МЧМ (до 20)           | 5                     | 6  | 0 | 2  | 2  | 8  |     |
| 2000                  | Финляндия (мол.)      | МЧМ (до 20)           | 7                     | 7  | 0 | 0  | 0  | 16 |     |
| Всего (юниор. и мол.) | Всего (юниор. и мол.) | Всего (юниор. и мол.) | Всего (юниор. и мол.) | 19 | 0 | 2  | 2  | 44 |     |
| 2001                  | Финляндия             | ЧМ                    |                       | 0  | 0 | 0  | 0  | 0  |     |
| 2002                  | Финляндия             | ОИ                    | 6                     | 2  | 0 | 1  | 1  | 0  |     |
| 2003                  | Финляндия             | ЧМ                    | 5                     | 7  | 0 | 4  | 4  | 8  |     |
| 2004                  | Финляндия             | КМ                    |                       | 4  | 1 | 2  | 3  | 0  |     |
| 2005                  | Финляндия             | ЧМ                    | 7                     | 7  | 0 | 1  | 1  | 8  |     |
| 2008                  | Финляндия             | ЧМ                    |                       | 9  | 0 | 1  | 1  | 8  |     |
| 2011                  | Финляндия             | ЧМ                    |                       | 9  | 0 | 0  | 0  | 4  |     |
| 2012                  | Финляндия             | ЧМ                    | 4                     | 10 | 0 | 1  | 1  | 4  |     |
| 2013                  | Финляндия             | ЧМ                    | 4                     | 10 | 1 | 3  | 4  | 6  |     |
| 2014                  | Финляндия             | ОИ                    |                       | 6  | 0 | 2  | 2  | 0  |     |
| Всего (осн. сборная)  | Всего (осн. сборная)  | Всего (осн. сборная)  | Всего (осн. сборная)  | 58 | 2 | 13 | 15 | 38 |     |